# Connecticut (U-Boot)
Die Connecticut, auch USS Connecticut (Kennung: SSN-22), ist ein atomgetriebenes Jagd-U-Boot der Seawolf-Klasse der United States Navy. Das U-Boot ist nach dem US-amerikanischen Bundesstaat Connecticut benannt.

## Geschichte

### Bau
Die Kiellegung für die Connecticut fand 1992 bei Electric Boat statt, der Stapellauf erst fünf Jahre später, wobei das Schiff von Patricia L. Rowland, der Ehefrau des damaligen Senators von Connecticut, John G. Rowland, getauft wurde. Die Indienststellung erfolgte am 11. Dezember 1998.

### Fahrten
Im April 2003 tauchte die Connecticut durch arktisches Eis an der Applied Physics Laboratory Ice Station der University of Washington auf, wobei Bilder bekannt wurden, wie ein Eisbär den achteren Stabilisator untersuchte. Dabei wurde das Ruder leicht beschädigt.
Im März 2004 fuhr die Connecticut mit einer Expeditionary Strike Group um die Wasp im Krieg gegen den Terrorismus zu unterstützen. Neben der Wasp und anderen Transportschiffen waren die Kreuzer Leyte Gulf und Yorktown und der Zerstörer McFaul an der Kampfgruppe beteiligt. Am 2. September kehrte das Boot in die Naval Submarine Base New London zurück.
Im Juli 2007 verließ das Boot New London für eine weitere Einsatzfahrt und nahm im November mit der japanischen Marine an der Übung ANNUALEX 19G teil. Nach der Fahrt wurde die Connecticut in der Naval Base Kitsap, Washington stationiert. Von dort aus nahm sie auch an ANNUALEX 21G 2009 teil. Im März 2011 begann die Connecticut zusammen mit der USS New Hampshire, ICEX, eine Übung zur Kriegsführung in arktischen Gewässern.
Am 2. Oktober 2021 kollidierte die USS Connecticut im Südchinesischen Meer mit einem Unterwasserberg. Dabei wurden zwei Besatzungsmitglieder mittelschwer und neun weitere leicht verletzt. Laut Angaben der US-Marine wurden Funktionsfähigkeit und Sicherheit des Atomreaktors nicht beeinträchtigt.